# Весполате
Весполате (італ. Vespolate, п'єм. Vispolà) — муніципалітет в Італії, у регіоні П'ємонт,  провінція Новара.
Весполате розташоване на відстані близько 500 км на північний захід від Рима, 85 км на північний схід від Турина, 12 км на південь від Новари.

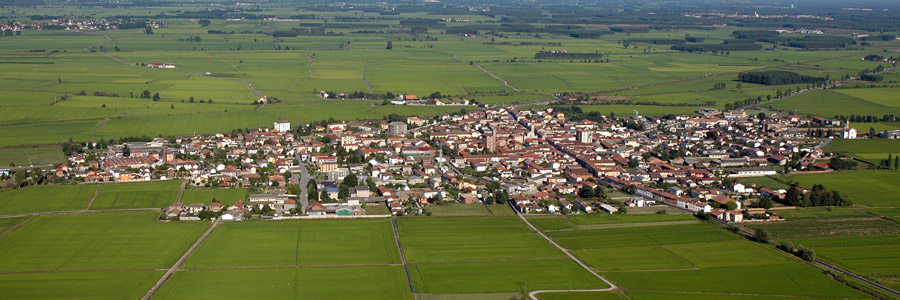

Населення — 2075 осіб (2014).
Покровитель — S. Giovanni Battista e S. Antonio Abate.

## Демографія
Населення за роками:

Станом на 1 січня 2023 року в муніципалітеті офіційно проживало 135 іноземців з 21 країни, серед них 17 громадян країн Євросоюзу та 8 громадян України.

## Сусідні муніципалітети
- Борголавеццаро
- Конфієнца
- Граноццо-кон-Монтічелло
- Ніббіола
- Роббіо
- Тердобб'яте
- Торнако